# 池田和雄
池田 和雄（いけだ かずお、1949年 - ）は、千葉県出身の元アマチュア野球選手（外野手）。

## 経歴
習志野高校では外野手、三番打者として活躍。1967年に同期の石井好博、醍醐恒男のバッテリーを擁し、東関東大会決勝で竜ヶ崎一高を破って夏の甲子園に出場。準決勝で中京商の川口勉から本塁打、決勝でも広陵高の宇根洋介（近大 - 電電中国）から先制の2点本塁打を放ち1-7で勝利、千葉県勢初のチーム全国優勝を飾る。同年のドラフト会議で東京オリオンズから11位指名を受けるが入団を拒否。
高校卒業後は慶應義塾大学に進学。東京六大学野球リーグでは、萩野友康、長谷部優らの好投もあり、1971年秋季リーグから3季連続優勝。1972年の全日本大学野球選手権大会では、決勝で関大の山口高志に完封され準優勝。同年の第1回日米大学野球選手権大会日本代表となる。リーグ通算73試合出場、250打数64安打、打率.256、8本塁打、30打点、ベストナイン（外野手）3回選出。
大学卒業後は日本石油に入社。1974年に中堅手の定位置を獲得、秋元国武、磯部史雄らとともに中心打者として活躍する。1975年の都市対抗は四番打者として出場。エース土居正史を擁し準々決勝に進むが、大昭和製紙北海道に敗れる。同大会では12打数5安打2打点を記録、優秀選手賞を獲得した。1976年限りで引退。引退後はコーチを務めた。